# Dudley Phillips
Dudley Phillips (* 9. Juni 1960 in Maidenhead) ist ein britischer Jazz- und Fusionmusiker (Kontrabass, Bassgitarre).

## Leben und Wirken
Phillips, der sich das Bass-Spielen zunächst autodidaktisch beibrachte, besuchte ab 1979 die Guildhall School of Music und begann mit so unterschiedlichen Musikern wie der Posaunistin Annie Whitehead, dem Saxophonisten Tim Whitehead, dem Schlagzeuger Richard Bailey und dem Vibraphonisten Orphy Robinson aufzunehmen und zu spielen. 1992 gründete er mit dem Pianisten Huw Warren, dem Saxophonisten Mark Lockheart und dem Schlagzeuger Martin France die Jazzgruppe Perfect Houseplants, mit der er sechs Alben vorlegte.
Philipps arbeitete weiterhin mit Andy Sheppard, Billy Cobham, Jim Mullen, Iain Ballamy, Graham Collier, Steve Lodder und Martin Speake. International auf Tournee war er mit Bill Withers, Mica Paris, Womack & Womack, Mark Knopfler und Loreena McKennitt und ist auch auf Aufnahmen von Ryder, Robert Wyatt, Cedar Walton, Colin Towns, Marc Almond, John Harle, Tim Robbins, Amy Winehouse, Jacqui Dankworth, Ayub Ogada, Susheela Raman und Yazz Ahmed zu hören. Zudem begleitete er Musiker wie Anja Garbarek oder Sophie B. Hawkins. Im Bereich der Weltmusik trat er mit Sibongile Kumalo, Amadou & Mariam, Mustapha Bukbu, Cibelle, Hossam Ramzy, Chonchi Heredia, Tunde Jegede und dem Saurang Orchestra von Surinder Sandhu auf und im Bereich des Folk mit June Tabor, Mark Nevin, Mary Coughlan, Eddie Reader und Singer-Songwriter Adam Masterson. Weiterhin arbeitete er mit Alexander Bălănescu, dem Almeida Ensemble und den Komponisten Stephen Warbeck, Kevin Sargent und Will Gregory. Zu hören ist er auch auf Yazz Ahmeds Album A Paradise in the Hold (2025).
Unter eigenem Namen legte Dudley zunächst das Album Life without Trousers vor; 2017 folgte das (ohne andere Musiker eingespielte) Album BASSheARTMANtra. Als Songwriter betätigte er sich für Mônica Vasconcelos, den Orlando Consort, Perfect Houseplants und Filomena Campus. Er ist Gastdozent am Royal Welsh College of Music and Drama, der Guildhall School of Music und der Middlesex University.